# Gérgeri
Gérgeri är en ort i Grekland.   Den ligger i prefekturen Nomós Irakleíou och regionen Kreta, i den sydöstra delen av landet, 300 km söder om huvudstaden Aten. Gérgeri ligger 512 meter över havet och antalet invånare är 1 444.
Terrängen runt Gérgeri är kuperad åt sydost, men åt nordväst är den bergig. Runt Gérgeri är det ganska glesbefolkat, med 40 invånare per kvadratkilometer. Närmaste större samhälle är Moíres, 11,4 km sydväst om Gérgeri. Trakten runt Gérgeri består till största delen av jordbruksmark.